# Grupo de Observación de las Naciones Unidas en Líbano
El Grupo de Observación de las Naciones Unidas en Líbano (también conocido como UNOGIL por sus siglas en inglés) fue una misión multinacional de mantenimiento de la paz desplegada en el Líbano entre junio y diciembre de 1958. La misión fue establecida con la aprobación de la resolución 128 del Consejo de Seguridad de las Naciones Unidas del 11 de junio de 1958. En dicha resolución se decidió el envío urgente de un grupo de observación para "asegurar que no se produjera ninguna infiltración ilegal de personal ni ningún suministro ilegal de armas o de otro material a través de las fronteras libanesas". Previamente el Líbano había denunciado ante las Naciones Unidas la intervención de la República Árabe Unida en asuntos internos del país, lo cual a su juicio podía poner en peligro la paz y la seguridad internacional.
La UNOGIL contó con 591 militares desplegados en la frontera entre el Líbano y Siria y apoyados por personal civil. El cuartel general se estableció en Beirut. En los 7 meses que duró el despliegue, la misión no sufrió ninguna baja.